# Vör
En la mitologia escandinava, Vör (en nòrdic antic probablement significava 'la prudent' o 'cautelosa') és una dea associada a la saviesa. Vör apareix a l'Edda en prosa, escrita al segle xiii per Snorri Sturluson i en dos kennings de la poesia skàldica. Els estudiosos han proposat diverses teories sobre les implicacions d'aquesta dea.

## Aparicions als mites
Al capítol 35 del llibre Gylfaginning de l'Edda en prosa, Hár proporciona descripcions breus de 16 ásynjur. Hár l'esmenta en desena posició i diu que Vör és "sàvia i inquisitiva, de tal manera que no se li pot ocultar res." Hár també diu que "es diu que una dona sensata és anomenada vör perquè s'adona d'alguna cosa." Al capítol 75 del llibre Skáldskaparmál de la mateixa Edda en prosa, Vör apareix en una llista que conté 27 noms d'ásynjur.

## Teories
Rudolf Simek diu que no se sap del cert si Vör fou una dea tal com comenta l'Edda en prosa i si la connexió etimològica que s'esmenta (entre Vör i la paraula del nòrdic antic vörr, que vol dir 'cautelós') és correcta. En la mateixa obra, Simek escriu que les dees Sága, Hlín, Sjöfn, Snotra, Vár i Vör haurien de ser considerades com a figures vagament definides que "haurien de ser considerades com a dees protectores" que totes són responsables "d'àrees específiques de l'esfera privada i que, tot i així, es van fer diferències clares entre si, per la qual cosa són, en molts aspectes, similars a les matronae." Simek apunta que la segona part del nom de la valquíria Geiravör és idèntic al nom de la dea Vör (i, per tant, significaria 'dea-llança') o simplement es tracta d'un sufix que apareix amb freqüència en noms propis en nòrdic antic.
Andy Orchad comenta que "la interpretació etimològica que ens en dona Snorri és poc profunda, i això podria implicar que no tenia accés a més material" i assenyala que les referències a Vör són, d'altra banda, molt excepcionals.